# 385 Ilmatar
385 Ilmatar је астероид главног астероидног појаса са пречником од приближно 91,53 km.
Афел астероида је на удаљености од 3,206 астрономских јединица (АЈ) од Сунца, а перихел на 2,489 АЈ.
Ексцентрицитет орбите износи 0,125, инклинација (нагиб) орбите у односу на раван еклиптике 13,562 степени, а орбитални период износи 1755,613 дана (4,806 године).
Апсолутна магнитуда астероида је 7,49 а геометријски албедо 0,212.
Астероид је откривен 1. марта 1894. године.